# Estación Ignacio Correas
Ignacio Correas es una estación ferroviaria de la localidad de Ignacio Correas, en el Partido de La Plata,  Provincia de Buenos Aires, Argentina.

## Servicios
La estación correspondía al Ferrocarril General Roca de la red ferroviaria argentina. Fue clausurada por la dictadura militar en 1980.

## Historia
Este ramal que comienza en el Empalme Kilómetro 62,17130 a la salida de la estación Rufino de Elizalde, al sur de La Plata comprende 2 secciones diferentes inauguradas con 17 años de diferencia.
El primer sector desde Rufino de Elizalde (Emp. Km. 62,17130) hasta Vergara se abrió en forma efectiva al servicio público el 14 de diciembre de 1914 comprendiendo 53, 270 kilómetros de vías férreas.
Vergara fue la punta de rieles desde 1914 hasta 1931 cuando el ramal se extendió hasta Lezama.
El año 1977 resulta trágico para el ramal, ya que al disponerse el levantamiento de las vías entre Rufino de Elizalde y Lezama, todas las estaciones quedan clausuradas definitivamente.
Tres años más tarde, en 1980, la dictadura militar clausura el ramal a Pipinas, y todas sus estaciones, que incluyó a Circunvalación, Rufino de Elizalde, Arana, Ignacio Correas, Julio Arditi, Bartolomé Bavio, etc.